# Casamates del Castellar
Les casamates del Castellar són una construcció del municipi de Llançà (Alt Empordà), inclosa en l'Inventari del Patrimoni Arquitectònic de Catalunya.

## Descripció
Són situades a l'extrem de llevant del nucli urbà de la població de Llançà, a la part alta de l'illot del Castellar, actualment unit a la terra ferma mitjançant una esplanada de ciment construïda sobre la platja de la Gola.

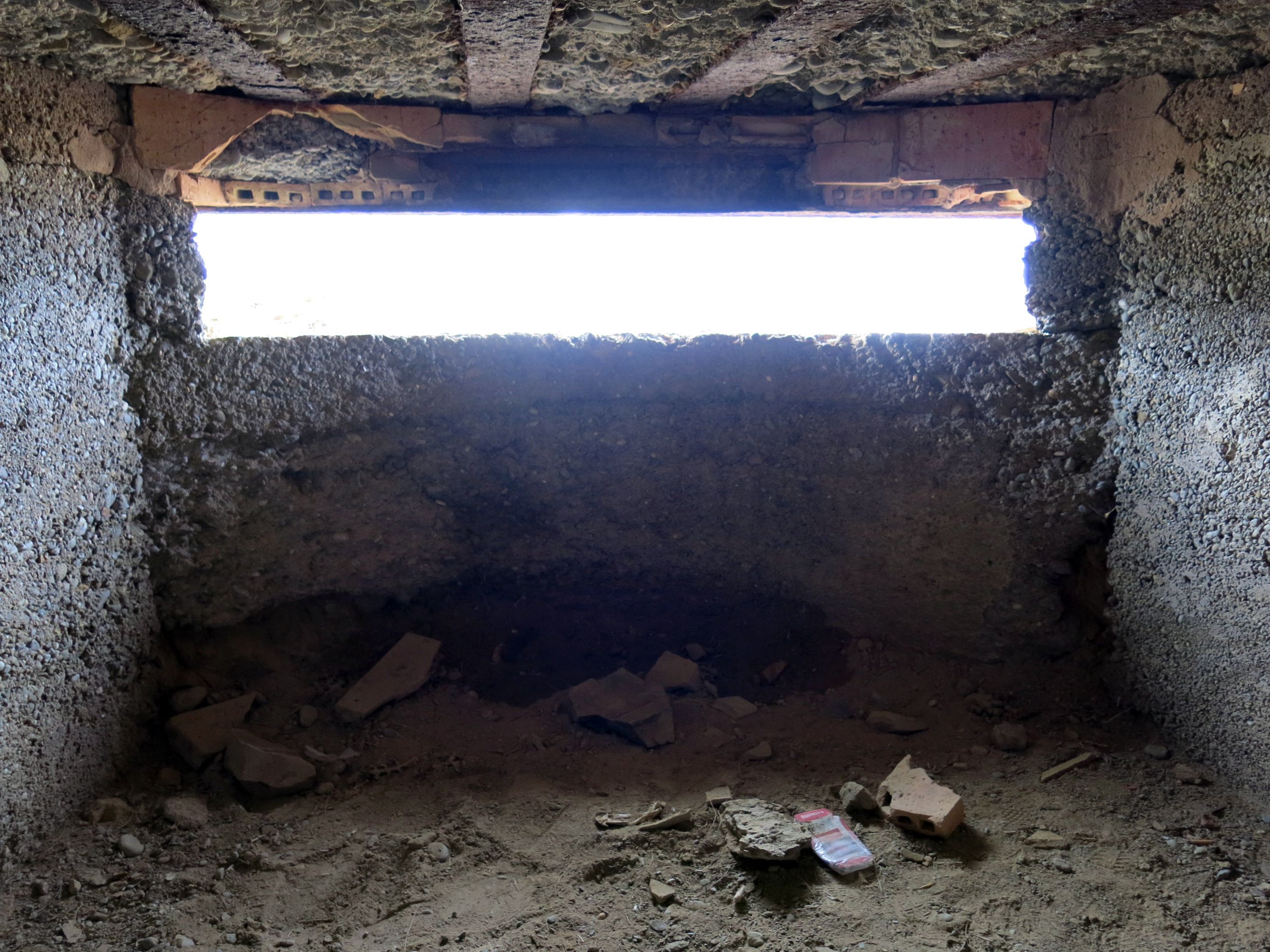
Un dels espais de tir, encarats al mar

Es tracta d'un conjunt de dues casamates aïllades, situades a l'extrem de tramuntana del Castellar. Les estructures es troben quasi completament soterrades i presenten els accessos excavats al substrat natural i camuflats amb pedres lligades amb morter. En ambdós casos, l'espai de tir està orientat a mar i presenta una obertura rectangular de ferro per efectuar la defensa. Damunt l'obertura, l'estructura presenta un folrat de pedres lligades amb morter, a manera de camuflatge, que tapa el formigó armat amb què estan construïts. Ambdues construccions estan bastides mitjançant la tècnica de l'encofrat.

## Història
És una construcció militar portada a terme per l'organisme franquista denominat Servicio Militar de Construcción. Aquestes fortificacions pertanyen a l'extensa i àmplia xarxa de búnquers i nius de metralladora, bastides entre els anys 1940-1945, que s'estén tot al llarg de les terres properes a la frontera i al litoral nord de l'Empordà. Aquesta va ser anomenada «línia P» o «línia Peréz», encara que també és coneguda com a «línia Gutiérrez», potser pel fet que el coronel d'Enginyers Manuel Duelo Gutiérrez va participar en una reunió relativa a la fortificació d'aquesta línia.
Realment, l'origen del nom ve donat per la posició geogràfica de la línia en qüestió, que abastava tota la part dels Pirineus, d'aquí que s'anomenés «línia P». Totes aquestes construccions foren bastides després d'acabar-se la guerra del 1936-39 pels serveis de l'exèrcit del govern dictatorial, en resposta a una possible invasió procedent de França.
L'any 1985 es va decidir suprimir els regiments de defensa i desmantellar les bateries.